# Murr (râu)
Murr este un afluent de dreapta al lui Neckar, situat în Baden-Württemberg. El are o lungime de 54 km și traversează prin vest districtele Rems-Murr și Ludwigsburg.
Râul are izvorul lângă Murrhardt (455 m) și se varsă la Marbach am Neckar în Neckar.